# Tabiteuea

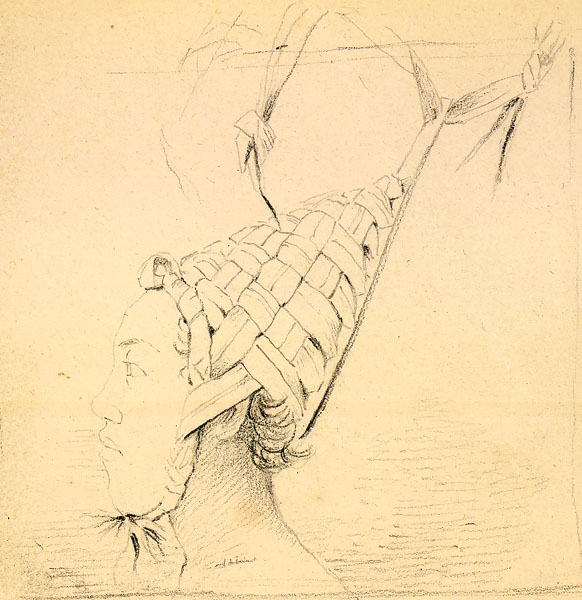
Drawing of a native of the island, showing his distinctive conical headdress; drawn by Alfred Thomas Agate

Tabiteuea, tên cũ Đảo Drummond, là một đảo san hô vòng thuộc Quần đảo Gilbert, Kiribati, nằm xa về phía nam của đảo san hô Tarawa. Đảo này gồm hai đảo chính: Eanikai ở phía bắc, Nuguti ở phía nam, và vài đảo nhỏ dọc theo rìa đông của đảo. Đảo này có diện tích tổng cộng 38 km2 (15 dặm vuông Anh), trong khi diện tích đầm phá là 365 km2 (141 dặm vuông Anh). Dân số đảo là 4,899 người vào năm 2005.
Trong khi phần lớn đảo san hô vòng của quần đảo Gilbert được quản lý bởi chính phủ địa phương là hội đồng đảo, Tabiteuea lại giống như đảo chính Tarawa, được chia làm hai khu vực hành chính:
- Bắc Tabiteuea có diện tích 26 km2 (10 dặm vuông Anh)  và dân số là 3,600 tính đến  năm 2005, phân bố trong 12 ngội làng (thủ phủ Utiroa)[1]
- Nam Tabiteuea  có diện tích 12 km2 (4,6 dặm vuông Anh) và dân số 1,299, phân bố trong sau ngội làng (thủ phủ Buariki).[2]

## Lịch sử
"Tabiteuea" trong tiếng Gilbert có nghĩa "vùng đất không có người đứng đầu"; hòn đảo này có truyền thống theo chủ nghĩa bình quân. Cuối thập niên 1800,  hai hòn đảo diễn ra một cuộc chiến tranh tôn giáo khi dân cư Bắc Tabiteuea cải sang Thiên chúa giáo và, dẫn đên việc một người đàn ông có tên là Kapu đã triệu tập một "đội quân đồng ca tiến hành thập tự chinh", xâm chiếm và chinh phục Nam Tabiteuea, nhằm duy trì tín ngưỡng truyền thống.
Trận đảo Drummond diễn ra trong Chuộc viễn chinh Khám phá Hoa Kỳ diễn ra vào tháng 4 năm 1841 tại Tabiteuea, sau trận này có tên là Đảo Drummond. Sau khi một thủy thủ từ sloop USS Peacock, bị dân đảo giam giữ, phía Hoa Kỳ quyết định báo động sự kiện này. Mười hai dân đảo bị giết trong chạm trán và một số khác bị thương.
Trong Nội chiến Hoa Kỳ, tàu chạy hơi nước Hải quân Liên minh miền Nam Hoa Kỳ CSS Shenandoah có chuyến thăm đến hòn đảo vào ngày 23 tháng 3 năm 1865 trong khi đang tìm kiếm những tàu đánh bắt cá voi Hoa Kỳ, nhưng những tàu này đã rời khỏi khu vực. Đại úy James Waddell mô tả những cư dân đảo "da màu đồng, thân hình nhỏ, thon gọn, thông minh và hiền hòa" và "không có một mảnh vải trên người".
Bưu điện được mở ở Tabiteuea khoảng năm 1911 và được đổi tên Bắc Tabiteuea khoảng năm 1972. Bưu điện Nam Tabiteuea được mở ngày 13 tháng 9 năm 1965.

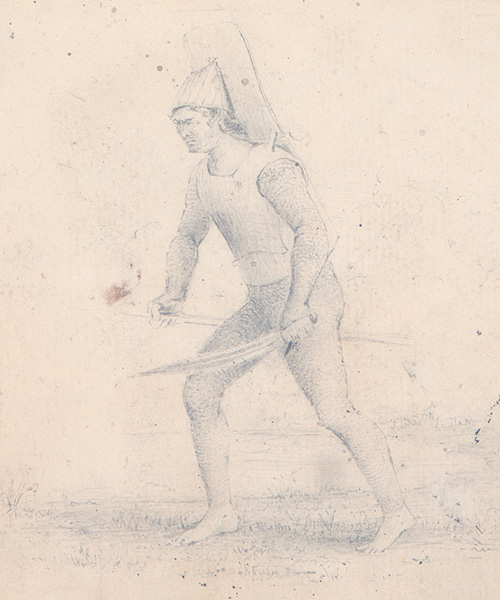
A drawing by Alfred Thomas Agate featuring a warrior of Drummond Island in 1841